# یواس‌اس بنهام (دی‌دی-۴۹)
یواس‌اس بنهام (دی‌دی-۴۹) (به انگلیسی: USS Benham (DD-49)) یک کشتی است که طول آن ۳۰۵ فوت ۳ اینچ (۹۳٫۰۴ متر) می‌باشد. این کشتی در سال ۱۹۱۳ ساخته شد.